# Сан-Пьетро-ди-Кастелло (остров)
Остров Сан-Пье́тро-ди-Касте́лло (итал. San Pietro di Castello, вен. San Piero de Casteło) или Оливоло (итал. Olivolo, вен. Ołivoło) — остров в восточной части Венеции в районе Кастелло.
На острове было основано одно из первых поселений Венецианской лагуны. На его территории существовала отдельная епархия (впоследствии превращённая в патриархат Венеции). В прошлом остров также называли «Оливоло»: причиной тому могли послужить форма острова, напоминающая маслину, или же тот факт, что здесь когда-то выращивались оливковые деревья.
По мере формирования Венеции остров располагался всё так же отдельно от остальной части города, от которого он отделён широким каналом Сан-Пьетро. Остров соединён с городом двумя деревянными мостами Сан-Пьетро и Квинтавале.
До наших дней сохранились церковь Сан-Пьетро-ди-Кастелло и дворец патриарха.